# Cassie Sharpe
Cassie Sharpe (n. 14 septembrie 1992, Calgary, Alberta, Canada) este o sportivă ce a reprezentat Canada, medaliată olimpică. A participat la o ediție a Jocurilor Olimpice (2022) în care a câștigat o medalie de argint.

## Participări
Lista de mai jos prezintă principalele competiții la care a participat Cassie Sharpe de-a lungul carierei.
- Schi acrobatic la Jocurile Olimpice de iarnă din 2022 - schi half-pipe (feminin)